# The Longest Night
The Longest Night è il secondo album in studio del gruppo musicale power metal Pharaoh, pubblicato nel 2008.
Oltre alla seconda collaborazione di Jim Dofka è da segnalare la partecipazione di Chris Poland, ex chitarrista dei Megadeth e dei Damn the Machine, che suona il primo assolo della traccia "Sunrise".

## Tracce
1. Sunrise – 8:04
2. I Am the Hammer – 3:01
3. In the Violet Fire – 5:06
4. By the Night Sky – 8:13
5. Endlessly – 5:25
6. The Longest Night – 4:06
7. Fighting – 5:03
8. Like a Gost – 5:16
9. Up the Gates – 5:18
10. Never Run – 3:29

## Formazione
- Tim Aymar - voce
- Chris Kerns - basso
- Chris Black - batteria
- Matt Johnsen - chitarra